# Schiffelerhof
De Schiffelerhof of De Schiffeler is een boerderij in de Nederlandse buurtschap Onderste Caumer, provincie Limburg. Sinds 1967 is de hoeve een rijksmonument.

## Geschiedenis
De Schiffelerhof vormde met de hoeve Corisberg het Keur-Keuls leengoed Kaldenborn. Daarnaast viel een deel van de Schiffelerhof als leen onder Wickrath.
In 1350 werd melding gemaakt van Willem van Retersbeek genaamd Kaldenborn. Zijn zoon Willem werd in 1381 met de Schiffelerhof beleend. De familie Van Retersbeek genaamd Kaldenborn hield de hof gedurende de 14e en 15e eeuw in leen. Nadat Frederik van Schaesberg genaamd Van Retersbeek rond 1472 overleed, werd de hof nagelaten aan zijn dochter Margaretha. In 1570 raakten Corisberg en de Schiffelerhof van elkaar gescheiden.
In 1655 werden Corisberg en De Schiffeler verkocht aan de Akense koopman Hendrik Vignon, echtgenoot van Anna Buirette. Hij liet rond 1660 een nieuw woonhuis optrekken. Even later volgde een nieuwe poortvleugel.
Eigenaar Rudolph Sturler verkocht de hoeve in 1765 aan de familie Lintgens.
In de jaren 80 van de 20e eeuw vond een restauratie van de hoeve plaats. Een deel van de hoeve is verdeeld in appartementen.

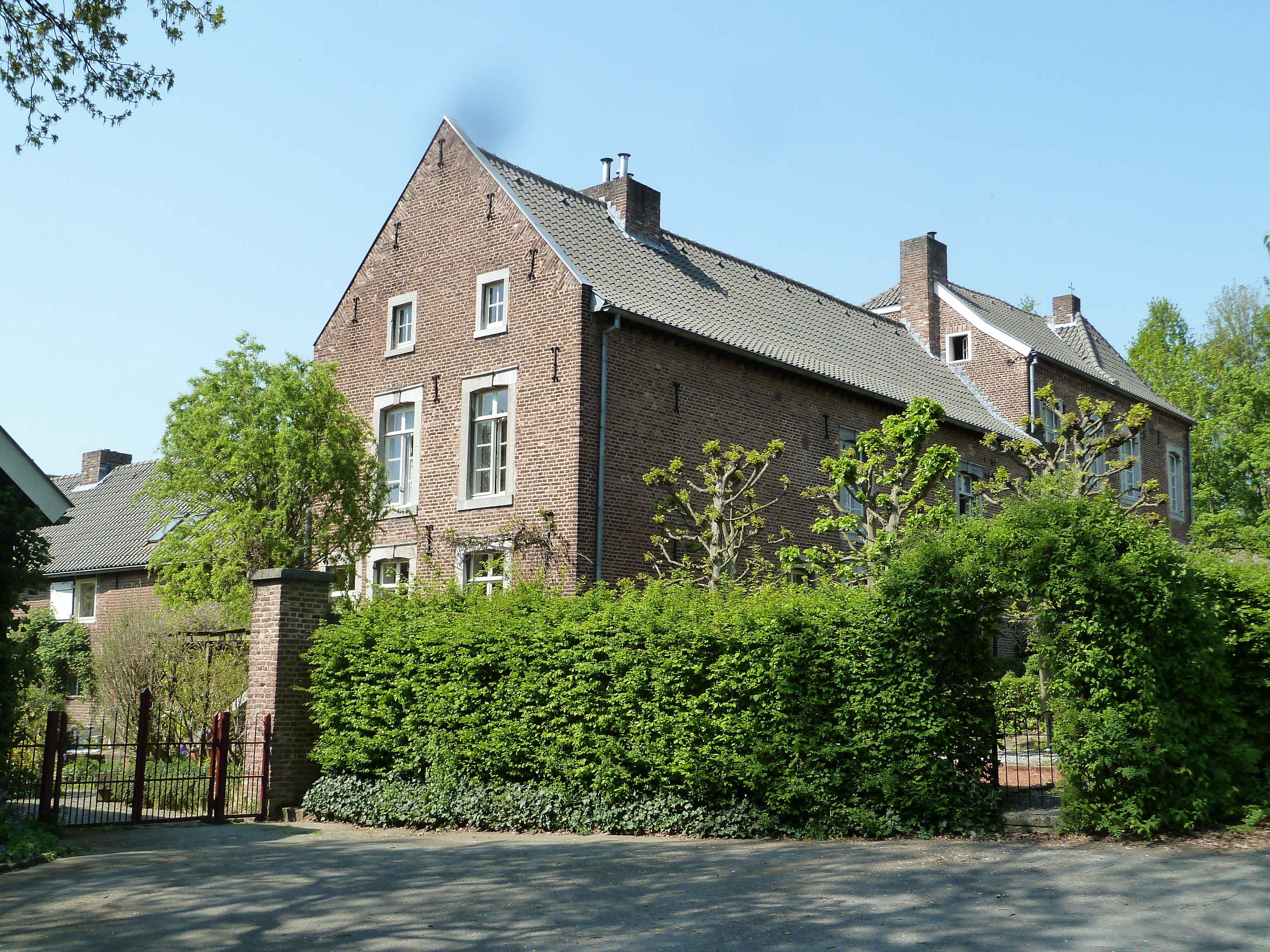
Schiffelerhof

## Beschrijving
Het vermoeden bestaat dat er op het terrein van de Schiffelerhof oorspronkelijk een motte met een verdedigbare woontoren heeft gestaan. Hiervan zijn geen restanten bewaard gebleven.
De bakstenen hoeve is gebouwd rondom een binnenplaats. Het woongedeelte bevindt zich aan de voorzijde. Dit woonhuis bestaat uit twee delen: een haakvormig gedeelte van twee verdiepingen met een kelder, afgedekt met een schild- en wolfsdak, en een lagere vleugel van twee verdiepingen onder een zadeldak.
De huidige hoeve kent 17e-eeuwse delen maar is grotendeels het resultaat van een verbouwing die rond 1800 plaatsvond.